# 米拉多洛泰尔梅
米拉多洛泰尔梅（義大利語：Miradolo Terme），是意大利帕维亚省的一个市镇。总面积9平方公里，人口3777人，人口密度419.7人/平方公里（2009年）。国家统计（ISTAT）代码为018093。